# NBA All-Star Game 1966
L'NBA All-Star Game 1966, svoltosi a Cincinnati, vide la vittoria finale della Eastern Division sulla Western Division per 137 a 94.
Adrian Smith, dei Cincinnati Royals, fu nominato MVP della partita.

## Squadre

### Western Division
| Western Division |                        |     |     |     |     |     |     |     |    |
| Giocatore        | Squadra                | MIN | FGM | FGA | FTM | FTA | RIM | AST | PT |
| Rick Barry       | San Francisco Warriors | 17  | 4   | 10  | 2   | 4   | 2   | 2   | 10 |
| Bailey Howell    | Baltimore Bullets      | 26  | 3   | 11  | 1   | 2   | 2   | 2   | 7  |
| Nate Thurmond    | San Francisco Warriors | 33  | 3   | 16  | 1   | 3   | 16  | 1   | 7  |
| Guy Rodgers      | San Francisco Warriors | 34  | 3   | 11  | 0   | 0   | 7   | 11  | 8  |
| Jerry West       | Los Angeles Lakers     | 11  | 1   | 5   | 2   | 2   | 1   | 0   | 4  |
| Dave DeBusschere | Detroit Pistons        | 22  | 1   | 14  | 2   | 2   | 6   | 1   | 4  |
| Eddie Miles      | Detroit Pistons        | 28  | 8   | 16  | 1   | 5   | 1   | 0   | 17 |
| Zelmo Beaty      | St. Louis Hawks        | 24  | 0   | 11  | 10  | 13  | 18  | 1   | 10 |
| Rudy LaRusso     | Los Angeles Lakers     | 22  | 4   | 10  | 3   | 7   | 3   | 2   | 11 |
| Don Ohl          | Baltimore Bullets      | 23  | 7   | 16  | 2   | 3   | 4   | 2   | 16 |
| Totale           |                        | 240 | 35  | 120 | 24  | 41  | 60  | 22  | 94 |
| All. Fred Schaus | Los Angeles Lakers     |     |     |     |     |     |     |     |    |

MIN: minuti. FGM: tiri dal campo riusciti. FGA: tiri dal campo tentati. FTM: tiri liberi riusciti. FTA: tiri liberi tentati. RIM: rimbalzi. AST: assist. PT: punti

### Eastern Division
| Eastern Division  |                    |     |     |     |     |     |     |     |     |
| Giocatore         | Squadra            | MIN | FGM | FGA | FTM | FTA | RIM | AST | PT  |
| Jerry Lucas       | Cincinnati Royals  | 23  | 4   | 11  | 2   | 2   | 19  | 0   | 10  |
| John Havlicek     | Boston Celtics     | 25  | 6   | 16  | 6   | 6   | 6   | 1   | 18  |
| Wilt Chamberlain  | Philadelphia 76ers | 25  | 8   | 11  | 5   | 9   | 9   | 3   | 21  |
| Oscar Robertson   | Cincinnati Royals  | 25  | 6   | 12  | 5   | 6   | 10  | 8   | 17  |
| Sam Jones         | Boston Celtics     | 22  | 5   | 11  | 2   | 2   | 2   | 5   | 12  |
| Chet Walker       | Philadelphia 76ers | 25  | 3   | 10  | 2   | 3   | 6   | 4   | 8   |
| Willis Reed       | New York Knicks    | 23  | 7   | 11  | 2   | 2   | 8   | 1   | 16  |
| Bill Russell      | Boston Celtics     | 23  | 1   | 6   | 0   | 0   | 10  | 2   | 2   |
| Hal Greer         | Philadelphia 76ers | 23  | 4   | 13  | 1   | 1   | 5   | 1   | 9   |
| Adrian Smith      | Cincinnati Royals  | 26  | 9   | 18  | 6   | 6   | 8   | 3   | 24  |
| Totale            |                    | 240 | 53  | 118 | 31  | 37  | 83  | 28  | 137 |
| All. Red Auerbach | Boston Celtics     |     |     |     |     |     |     |     |     |

MIN: minuti. FGM: tiri dal campo riusciti. FGA: tiri dal campo tentati. FTM: tiri liberi riusciti. FTA: tiri liberi tentati. RIM: rimbalzi. AST: assist. PT: punti